# Aloys Emmerich von Locella
Aloys Emmerich Freiherr von Locella (auch Alois Freiherr von Locella, Pseudonym: Le Baron De Loc; * 3. September 1733 in Wien; † 27. Dezember 1800 ebenda) war ein österreichischer Klassischer Philologe und Verwaltungsbeamter.

## Leben
Locella absolvierte die Theresianische Ritterakademie und wandte sich bereits während des Studiums der Klassischen Philologie zu. Um 1752 begann er mit seinem Werk Tria tentamina ad illustrandas leges XII. Tabularum. Dieses wurde vor dem Druck vom befreundeten Jesuiten Erasmus Fröhlich begutachtet, der zeitweise als Verfasser der Schrift eingeordnet wurde. Nach seinem Studium trat er in den Staatsdienst ein. Nebenbei blieb er allerdings der Klassischen Philologie verbunden. Über das Leben Locellas, der aus einem italienischen Adelsgeschlecht stammte, ist weiter kaum etwas bekannt.
Locella wurde niederösterreichischer Regierungsrat und zugleich Beisitzer der Büchercensur-Commission in Wien. Als er starb, war er k.k. wirklicher Hofrat bei der Mildenstiftungs-Commission in Wien. Zugleich bemühte er sich um die Förderung ausländischer Gelehrter und war zeitweise selbst im Ausland, so 1763 in London. 1765/1766 amtierte er als Habsburgischer Gesandter in Dänemark.
Als sein Hauptwerk gilt Xenophontis Ephesii de Anthia et Habrocome Ephesiacorum libri V. Graece et Latine recensuit, supplevit, emendavit, Latine vertit, adnotationibus aliorum et suis illustravit, indicibus instruxit von 1796.

## Veröffentlichungen (Auswahl)
- Tria tentamina ad illustrandas leges XII. Tabularum, Trattner, Wien 1754.
- Dialogus de iteratis librorum editionibus, Wien 1758.
- Essai sur la nécessité de conférer les emplois selon les talens, En Europe, Wien 1760.
- Xenophontis Ephesii de Anthia et Habrocome Ephesiacorum libri V. Graece et Latine recensuit, supplevit, emendavit, Latine vertit, adnotationibus aliorum et suis illustravit, indicibus instruxit, Blumauer, Wien 1796.